# Elena Šalamova
Elena Vladimirovna Šalamova (in russo Елена Владимировна Шаламова?; Astrachan', 4 luglio 1982) è un'ex ginnasta russa, specializzata nella ginnastica ritmica.

## Palmarès

### Olimpiadi
- 1 medaglia:
  - 1 oro (Sydney 2000 nel concorso a squadre)